# Regatul Lituaniei-Belarus
Regatul Lituaniei-Belarus (în lituaniană Lietuvos-Baltarusijos karalystė, în belarusă Каралеўства Літоўска-Беларускае), cunoscut, de asemenea, ca Marele Ducat al Lituaniei-Belarus, este un stat eșuat, a cărui idee principală era restaurarea Marelui Ducat al Lituaniei sub forma unei confederații a Lituaniei și Belarusului. Conform acestei idei, statul lituaniano-belarus urma să fie separat de Imperiul Rus sub protectoratul Imperiului German.

## Concept
Regatul Lituaniano-Belarus era un proiect de creare a unui stat independent pe teritoriul Lituaniei și Belarusului moderne la începutul secolului al XX-lea. Ideea a apărut în contextul destrămării Imperiului Rus și al aspirațiilor popoarelor la autodeterminare. După Revoluția din Octombrie 1917 și Tratatul de la Brest-Litovsk, care a încheiat participarea Rusiei la Primul Război Mondial, pe teritoriul fostului Imperiu Rus au început procesele de formare a noilor state. În acest context, liderii naționali belaruși și lituanieni au propus crearea unui stat confederativ care să includă teritoriile Lituaniei și Belarusului moderne.
Proiectul Regatului Lituano-Belarus a fost susținut de personalități proeminente, precum frații Lutskevich, care au fost participanți activi în mișcarea națională belarusă. Ei vedeau în acest proiect o oportunitate de a păstra identitatea culturală și politică a popoarelor, precum și de a crea un stat puternic capabil să facă față amenințărilor externe. Cu toate acestea, în ciuda sprijinului pentru idee, proiectul s-a confruntat cu obstacole politice serioase. În primul rând, teritoriul pe care se planifica crearea statului era ocupat de trupele germane. În al doilea rând, după încheierea Primului Război Mondial și semnarea Tratatului de la Versailles, aceste teritorii au intrat în sfera de interes a Poloniei și a Rusiei Sovietice. Drept urmare, teritoriul a fost împărțit între aceste state, iar ideea creării Regatului Lituano-Belarus nu a fost realizată. În ciuda eșecului, ideea Regatului Lituano-Belarus a lăsat o amprentă în istoria regiunii. 